# NGC 667
NGC 667 este o galaxie lenticulară situată în constelația Balena. A fost descoperită în anul 1886 de către Frank Muller. De asemenea, a fost observată încă o dată de către Herbert Howe.